# Kanton Dozulé
Kanton Dozulé (fr. Canton de Dozulé) byl francouzský kanton v departementu Calvados v regionu Dolní Normandie. Skládal se z 25 obcí. Zrušen byl v roce 2015.

## Obce kantonu
- Angerville
- Annebault
- Auberville
- Basseneville
- Bourgeauville
- Branville
- Brucourt
- Cresseveuille
- Cricqueville-en-Auge
- Danestal
- Dives-sur-Mer
- Douville-en-Auge
- Dozulé
- Gonneville-sur-Mer
- Goustranville
- Grangues
- Heuland
- Houlgate
- Périers-en-Auge
- Putot-en-Auge
- Saint-Jouin
- Saint-Léger-Dubosq
- Saint-Pierre-Azif
- Saint-Samson
- Saint-Vaast-en-Auge